# Fornovo San Giovanni
Fornovo San Giovanni (lombardul: Fornöv) település Olaszországban, Lombardia régióban, Bergamo megyében. Lakosainak száma 3383 fő (2023. január 1.). Fornovo San Giovanni Romano di Lombardia, Bariano, Fara Olivana con Sola, Caravaggio és Mozzanica községekkel határos.

## Népesség
A település lakossága az elmúlt években az alábbi módon változott:
| Lakosok száma | 3435 | 3435 | 3383 |
|               | 2017 | 2018 | 2023 |